# Austurbugur
Austurbugur är en kulle i republiken Island. Den ligger i regionen Norðurland vestra, i den centrala delen av landet, 190 km nordost om huvudstaden Reykjavík. Toppen på Austurbugur är 744 meter över havet.
Trakten runt Austurbugur är nära nog obefolkad, med mindre än två invånare per kvadratkilometer. Det finns inga samhällen i närheten. Trakten runt Austurbugur består i huvudsak av gräsmarker.